# Courbevoie
Courbevoie este un oraș în Franța, în departamentul Hauts-de-Seine, în regiunea Île-de-France.
Una dintre suburbiile cele mai dens populate ale Parisului, Courbevoie este situat pe malul stâng al Senei la numai 3 km de capitală.
În sudul orașului se află o parte din masivul cartier de afaceri La Défense, unde lucrează peste 150.000 de persoane. Prezența acestui cartier (a cărui construcție a început în anii 1950) a modificat radical aspectul orașului, demografia dar și sociologia locuitorilor (numiți courbevoisiens/courbevoisiennes în franceză).

## Aces prin transport in comun
Plusieurs moyens de transports en commun permettent de circuler au sein de la ville, mais aussi de rejoindre Paris ou encore le quartier d'affaires de la Défense.
Mai multe gari SNCF sunt acesibile la Courbevoie :
- Tren linia L : gare de Courebvoie ;
- Tren linia L : gare de Bécon-les-Bruyères ;
- Tren linia J & L : gare d'Asnières-sur-Seine (100 m de Courbevoie) ;
- Tren linia L & U : gare de La Défense (350 m de Courbevoie) ;
- RER A : gare de La Défense.

Alte statii mai apruape: 
- Metroul 1 : Esplanade de la Défense et La Défense
- Metroul 3 : Pont de Levallois - Bécon (500 m de Courbevoie)
- Tramwai-ul T2 : gare de La Défense (350 m de Courbevoie), Faubourg de l'Arche, Les Fauvelles (5 m de Courbevoie)
- Autobuzele : 73 - 157 - 158 - 163 - 164 - 167 - 174 - 175 - 176 - 178 - 275 - 278

## Istorie
Originea numelui este latinescul Curba via (drum în curbă), acordat de administrația romana în Galia unui mic sat de pescari și viticultori situat pe malul Senei, pe drumul ce ducea în Normandia, trecând prin Nanterre.
În 1606 este construit podul Neuilly peste Sena, legând Courbevoie de Neuilly-sur-Seine, comună situată în imediata vecinătate a Parisului. Astăzi acest pod marchează intrarea în cartierul de afaceri La Défense și reprezintă artera urbană cea mai circulată din lume.
În anii ce au urmat construcției cartierului La Défense s-au lansat numeroase proiecte de amenajare urbană și de construcții de locuințe. Atât densitatea cât și creșterea demografică a orașului prezintă valori remarcabile: în 2006 erau 85.000 de locuitori (în creștere cu 22% fața de anul 1999) iar densitatea este de aproape 21.000 de locuitori pe km². Cea mai mare parte a locuitorilor lucrează în sectorul terțiar, iar media venitului este mult superioară celei naționale.